# سفارة كوريا الجنوبية في التشيك
سفارة كوريا الجنوبية في التشيك هي أرفع تمثيل دبلوماسي لدولة كوريا الجنوبية لدى التشيك. تقع السفارة في براغ وهي تهدف لتعزيز المصالح الكورية جنوبية في التشيك.

## وصلات خارجية
- الموقع الرسمي
- قائمة سفارات كوريا الجنوبية
- قائمة السفارات في التشيك